# Louis Joseph Grandeau
Louis Joseph Grandeau (5 décembre 1761 à Metz - 30 mars 1832 à Paris) est un général de la Révolution française et du Premier Empire. Général de division, puis lieutenant-général, il porta le titre de baron d'Abancourt.

## Biographie
Fils de Charles Joseph Grandeau, employé au bureau des hôpitaux de l'armée et de Catherine Thérèse Ditzinns, Louis Joseph Grandeau naît à Metz, en Moselle, le samedi 5 décembre 1761. Grandeau commence très jeune une brillante carrière militaire. 
Profitant de la Révolution française, Louis Grandeau devient officier en 1789 à Paris.
De 1792 à 1803, il fera la plupart des campagnes militaires. Tout d’abord sous-lieutenant dans la Garde nationale de Paris le 6 novembre 1789, il est promu lieutenant le 28 août 1791. Il passe capitaine le 7 octobre 1793 avant d’être affecté à l’état-major du général Lefèbvre en 1794. Il est nommé chef de bataillon le 17 avril 1795, puis chef de brigade le 10 juillet 1799. 
De 1803 à 1805, il sert dans l’Armée des côtes de l’Océan. Il est affecté avec son régiment au camp de Bruges en 1803, pour y être promu général de brigade le 29 août de la même année. Il sera affecté au camp de Bruges jusqu’au 24 septembre 1805. Nommé commandant de la 3e brigade de la 2e division d'infanterie du corps de la Grande Armée, le 24 septembre 1805, il commande cette brigade jusqu’au 1er avril 1807. Le 1er avril 1807, il prend le commandement de la 2e brigade de la 2e division d'infanterie du 3e corps de la Grande Armée, puis à partir du 12 octobre 1808, de l'Armée d'Allemagne au 30 mars 1809. En 1806, il se distingue particulièrement à la bataille d'Auerstadt, en appuyant la prise du plateau d'Eckartsberg dans un combat près du bois où, à la tête des troupes sous ses ordres, il soutient vaillamment les attaques de l’ennemi.
Le  30 mars 1809 il est nommé commandant de la 3e brigade de la 2e division d'infanterie du 3e corps de la Grande Armée, fonction qu’il assume jusqu’au 1er avril 1811. Il prend ensuite le commandement de la 1re brigade de la 2e division d'infanterie du 3e corps de la Grande Armée du 1er avril 1811 au 18 juin 1811. À partir du 18 juin 1811 et jusqu’au 24 août 1812, il commande la 2e brigade de la 2e division d'infanterie du 3e corps de la Grande Armée. Il sert alors avec son régiment dans la Grande Armée en Russie. Il se distingue à la bataille de Smolensk, où sa conduite exemplaire lui valut le grade de général de division le 24 août 1812.
Il est nommé gouverneur de la place de Smolensk, en Russie, du 24 août 1812 au 10 février 1813, puis gouverneur de Stettin du 10 février 1813 au 16 février 1813. Il commande alors la 31e division du 11e corps de la Grande Armée, mais doit bientôt quitter son poste pour raison de santé. En 1813, après la retraite de Moscou, il se replie avec ses hommes sur Stettin. Il y forme une garnison de 9 000 hommes. Pendant la campagne de 1813, en raison de sa maladie, il doit partager le commandement avec le général Dufresse. La place oppose une longue résistance aux troupes russes et prussiennes, mais doit capituler le 5 décembre 1813. 
Rentré en France de captivité le 9 juin 1814, il est mis en disponibilité. Le 1er septembre 1814, il reprend du service actif dans les départements des Côtes-du-Nord et du Finistère, où il commande la 2e subdivision de la 13e division militaire. Pendant l’épisode des Cent-Jours, le 31 mars 1815, il est mis en disponibilité jusqu’au 8 juin 1815. À cette date, il est nommé commandant de la place de Besançon (Doubs), poste qu’il occupera jusqu’au 11 août 1815. 
Avec la Restauration, il est nommé Inspecteur général d'Infanterie dans la 13e division militaire à partir du 30 octobre 1816, fonction qu’il assume jusqu’au 31 décembre 1816. Du 1er juillet 1818 au 30 décembre 1818, il est nommé inspecteur général d'Infanterie dans les 13e et 14e divisions militaires. Promu au grade de lieutenant-général, il sert toujours en qualité d’inspecteur général de l’infanterie, du 30 décembre 1818 au 1er janvier 1820.
Mis en disponibilité au 1er janvier 1820, il est admis en retraite le 17 mars 1825.
Après la Révolution de 1830, il est placé par Louis-Philippe dans le cadre de la section de réserve de l’état-major, le 7 février 1831. 

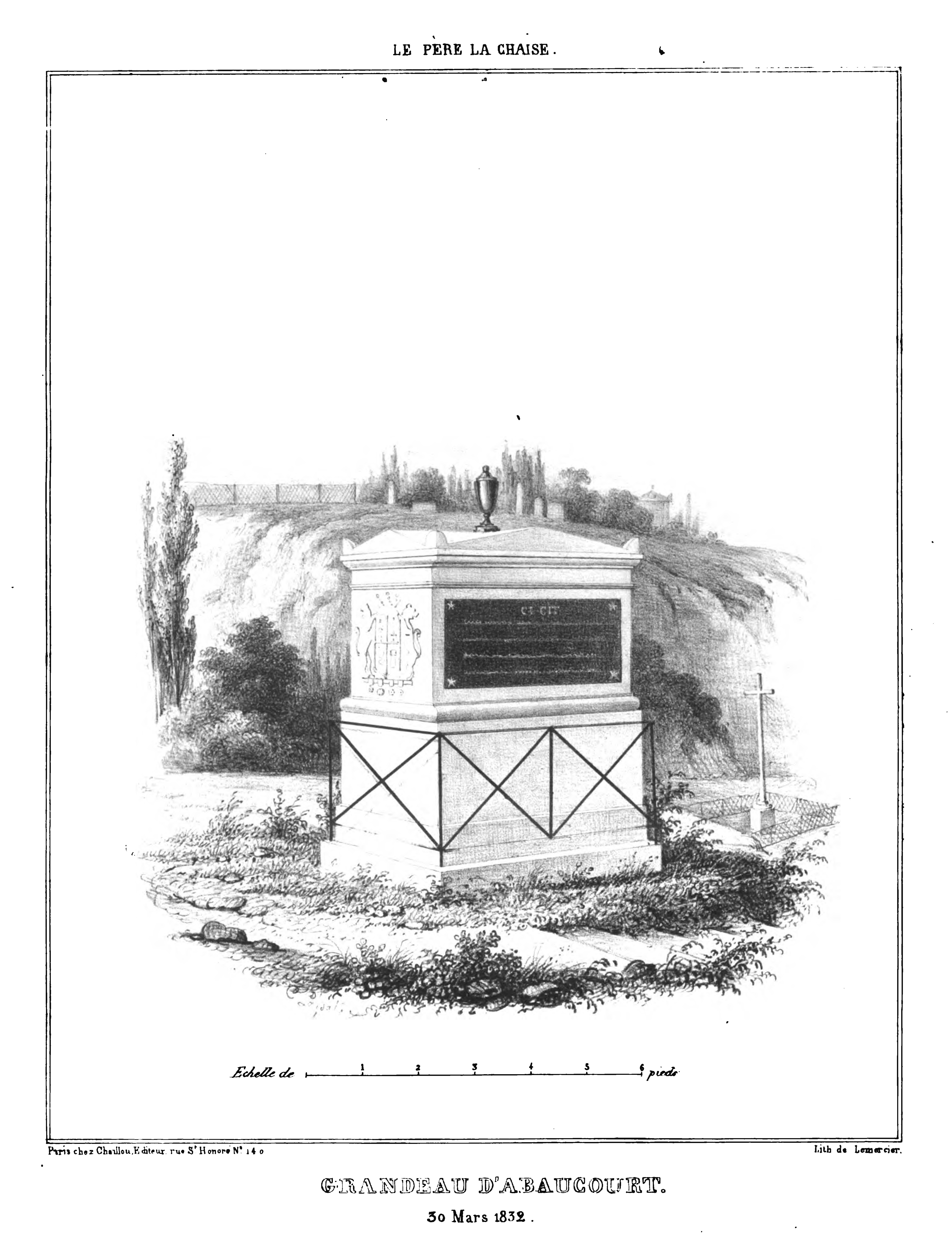
Tombe du général Grandeau au cimetière du Père-Lachaise à Paris.

Louis Joseph Grandeau décédera un peu plus tard à Paris, le vendredi 30 mars 1832,.

## État des services
D'après son dossier de Légion d'honneur :
- Lieutenant dans la Garde nationale de Paris, 6 novembre 1789.
- Lieutenant, 28 août 1791.
- Capitaine, 7 octobre 1793.
- Capitaine à l’état-major du général Lefèbvre (1794)
- Chef de bataillon, 17 avril 1795.
- Chef de brigade, 10 juillet 1799.
- Général de brigade, 29 août 1803.
- Commandant de la 3e brigade de la 2e division d'infanterie du corps de la Grande Armée du 24 septembre 1805 au 1er avril 1807.
- Commandant de la 2e brigade de la 2e division d'infanterie du 3e corps de la Grande Armée puis du 12 octobre 1808 de l'Armée d'Allemagne du 1er avril 1807 au 30 mars 1809.
- Commandant de la 3e brigade de la 2e division d'infanterie du 3e corps de la Grande Armée du 30 mars 1809 au 1er avril 1811.
- Commandant de la 1re brigade de la 2e division d'infanterie du 3e corps de la Grande Armée du 1er avril 1811 au 18 juin 1811.
- Commandant de la 2e brigade de la 2e division d'infanterie du 3e corps de la Grande Armée du 18 juin 1811 au 24 août 1812.
- Général de division, 24 août 1812.
- Gouverneur de la place de Smolensk, en Russie, du 24 août 1812 au 10 février 1812.
- Gouverneur de Stettin du 10 février 1813 au 16 février 1813, et, commandant de la 31e division du 11e corps de la Grande Armée.
- Commandant de la 2e subdivision (départements des Côtes-du-Nord et du Finistère) de la 13e division militaire du 1er octobre 1814 au 31 mars 1815.
- Commandant de la place de Besançon (Doubs) du 8 juin 1815 au 11 août 1815.
- Inspecteur général d'Infanterie dans la 13e division militaire du 30 octobre 1816 au 31 décembre 1816.
- Inspecteur général d'Infanterie dans les 13e et 14e divisions militaires du 1er juillet 1818 au 30 décembre 1818.
- Lieutenant-général, employé en qualité d’inspecteur général de l’infanterie, du 30 décembre 1818 au 1er janvier 1820 en 1819.

## Décorations et titres
D'après son dossier de Légion d'honneur :  
- Membre (Commandant) de la Légion d’honneur par décret du Premier Consul du 25 prairial an XII (14 juin 1804).
- Grand Officier de la Légion d’honneur par ordonnance du 23 août 1814.
- Chevalier de l’Ordre royal et militaire de Saint-Louis par ordonnance du 8 juillet 1814.
- Décoration de l’ordre militaire de Maximilien-Joseph de Bavière.
- Baron de l’Empire par lettres patentes du 27 novembre 1808.